# باري برخيل
باري برخيل (بالإنجليزية: Barry Parkhill)‏ مواليد 11 مايو 1951 في فيلادلفيا، هو مدرب كرة سلة أمريكي ولاعب سابق. بدأ مسيرته الاحترافية في سنة 1973. تم اختياره من قبل فريق بورتلاند ترايل بلايزرز خلال الدرافت. حمل الرقم 40. يبلغ طوله 6 قدم 4 بوصة (1.9 م). اعتزل اللعب في 1976.

## روابط خارجية
- باري برخيل على موقع سبورتس رفرنس (الإنجليزية)
- باري برخيل على موقع كلية كرة السلة في سبورتس رفرنس.كوم (الإنجليزية)
- باري برخيل على موقع ريلجم (الإنجليزية)
- باري برخيل على موقع بروبوليرز (الإنجليزية)
- باري برخيل على موقع كلية كرة السلة في سبورتس رفرنس.كوم (الإنجليزية)